# Marcolândia
Marcolândia is een gemeente in de Braziliaanse deelstaat Piauí. De gemeente telt 7.477 inwoners (schatting 2009).